# Ron Asheton
Ronald Franklin Asheton (Washington, 17 de julho de 1948 – Ann Arbor, 6 de janeiro de 2009) foi um guitarrista estadunidense. Mais conhecido como guitarrista e co-fundador da banda de protopunk The Stooges, juntamente com seu irmão Scott Asheton. Foi considerado o 60º melhor guitarrista de todos os tempos pela revista norte-americana Rolling Stone.

## Biografia
Ron Asheton foi guitarrista dos dois primeiros álbuns, The Stooges e Fun House, e do quarto, The Weirdness. No terceiro álbum da banda, Raw Power atuou como baixista.
Fora do The Stooges, tocou em outras bandas como The New Order, Destroy All Monsters, New Race,  Dark Carnival, além de tocar com outras bandas e artistas que foram influenciadas por ele como Dinosaur Jr. e Thurston Moore, do Sonic Youth. Também fez participações em filmes B como Mosquito.
Ron Asheton começou a tocar guitarra aos 10 anos de idade. Posteriormente, ficou conhecido por sua grande habilidade em dominar o efeito de guitarra wah-wah. Ron descrevia a sua forma de tocar como "os três dedos mágicos".
No dia 6 de janeiro de 2009 foi encontrado morto em sua residência em Ann Arbor. A data correta e o motivo de sua morte ainda não foram revelados, mas de acordo com a polícia, a provável causa seria um ataque cardíaco.
Após a morte de Ron foi criada a "Ron Asheton Foundation", uma fundação que faz arrecadações através de shows beneficentes e doações para subsidiar tratamento veterinário para animais de famílias pobres, e departamentos musicais para escolas públicas, entre outros.

## Discografia
com The Stooges
- The Stooges (1969)
- Fun House (1970)
- Raw Power (1973)
- The Weirdness (2007)

com The New Order
- New Order  (1977)
- Victim of Circumstance (1989)
- Declaration of War (1990)

com Destroy All Monsters
- November 22, 1963 (1989)
- Bored (1999) - gravado em 1978

com New Race
- The First and Last (1982)
- The First To Pay (1989)
- The Second Wave (1990)

com Dark Carnival
- Live - Welcome to Show Business (1990)
- Greatest Show in Detroit (1991)
- Last Great Ride (1996)
- HOTBOX Greatest Hits 6 Disc set (2006)

com The Empty Set
- Thin Slim & None/Flunkie (1996)

com Powertrane
- Ann Arbor Revival Meeting (2003)